# Carrer Major de Rojals
El Carrer Major de Rojals és una obra de Montblanc (Conca de Barberà) inclosa a l'Inventari del Patrimoni Arquitectònic de Catalunya.

## Descripció
El carrer major de Rojals manté l'estructura medieval i les construccions del segle xvii i XVIII, algunes en estat originari i altres restaurades recentment com a vivendes de segona residència. Aquest nucli és un dels pocs de la comarca que s'ha conservat d'una manera digna, ja que, en la majoria dels pobles, les intervencions sobre antigues construccions no han respectat les estructures originaries.